# Pierre Nkurunziza
Pierre Nkurunziza (født 18. december 1963, Bujumbura, død 8. juni 2020) var Burundis præsident fra 2005 og frem til hans død.